# 키프로스 (고양이)
키프로스 고양이는 키프로스섬 전역에서 발견되는 집고양이의 자연 품종 중 하나이다. 표준화된 품종이 개발되고 있으며, 현재 세계 고양이 연맹(WCF)에서 완전히 인정받고 있으며, 세계 고양이 회의(WCC)에서 사육을 규제하고 있으며, 아프로디테의 거인(Aphrodite's Giant)이라는 이름으로, 국제 고양이 협회(TICA)에서 잠정적으로 분류하고 있다. 세 기관 모두 단모와 중단모의 형태를 허용하며, 다른 품종과의 교배는 허용하지 않는다.
키프로스에 대한 가장 오래된 기록은 4세기에 콘스탄티노폴리스의 성 헬렌이 뱀의 침입에 대처하기 위해 두 고양이를 이집트나 팔레스타인에서 섬의 수도원으로 보냈다는 이야기이다. 키프로스의 고양이들은 수세기 동안 비교적 외부의 영향을 거의 받지 않고 번식할 수 있었다. 키프로스에서 인간과 이야기는 적어도 기원전 7500년까지 거슬러 올라간다. 고양이의 인간과의 연관성이 최초로 증명된 것으로서, 사육업자의 주장에도 불구하고, 고대의 길들여진 야생 표본과 현대의 길들여진 키프로스 고양이 사이에는 알려진 연관성이 없다.